# 昌松郡
昌松郡，中国后涼时设置的郡。

## 建置沿革
后涼呂光時，分武威郡置昌松郡，領顯美、麗靬、昌松、魏安、漠口五縣，治所為顯美（今甘肅省武威市涼州區南），屬涼州。麟嘉四年（392年），改為東張掖郡。咸寧元年（399年），復為昌松郡。
南涼弘昌元年（402年），佔領昌松郡。後秦弘始五年（403年），佔領昌松郡，改為倉松郡。弘始八年（406年），倉松郡被南涼收復，復為昌松郡。嘉平元年（408年），分涼州置司州，昌松郡改屬司州。嘉平三年（410年），焦朗佔據昌松郡。
北涼永安十一年（411年），佔領昌松郡，復屬涼州。承和七年（439年），昌松郡降於北魏，郡廢。
北魏孝文帝時，復置昌松郡，領溫泉、揟次、莫口三縣，屬涼州。北周時廢郡併入武威郡。

## 太守
- 孟禕，后涼呂纂咸寧三年（401年）前後在任。[1]
- 閻松，后秦姚興弘始五年（403年）出任。[2]
- 蘇霸，南涼秃发傉檀嘉平元年（408年）被殺。[3]